# Wehha da Ânglia Oriental
Wehha é listado pelos registros anglo-saxões como um rei dos anglos orientais. Se existiu, governou como um rei pagão durante o século VI, na época em que a região estava sendo estabelecida como reino por migrantes vindos do que hoje é a Frísia e do sul da península da Jutlândia. As primeiras fontes o identificam como um membro dos vulfingas, que foi estabelecida ao redor da costa leste de Sufolque. Nada de seu reinado é conhecido.
Segundo o anglo oriental Textus Roffensis, era filho de Guilherme. A História dos Bretões do século IX lista-o como Guilherme Guercha (Guillem Guercha) e o coloca como primeiro rei dos anglos orientais, bem como que Ufa, de quem a dinastia foi nomeada, era seu filho e herdeiro. Tem sido afirmado que seu nome é uma versão hipocorística de Vistano, do poema anglo-saxão Beovulfo. Esta afirmação, junto com evidências de achados descobertos em Sutton Hoo em 1939, sugere uma conexão entre os vufingas e uma dinastia sueca, os inglingos.

## Antecedentes

Reino da Ânglia Oriental

Acredita-se que Wehha tenha sido o primeiro governante da Ânglia Oriental, um reino anglo-saxão independente e de longa vida estabelecido no século VI, que inclui os condados ingleses modernos de Norfolque e Sufolque. Segundo o historiador R. Rainbird Clarke, os migrantes do sul da Jutlândia "dominaram rapidamente" os Sandlingos, uma área do sudeste de Sufolque, e então, por volta de 550, "não perderam tempo em conquistar toda a Ânglia Oriental". Rainbird Clarke identificou Wehha, o fundador da dinastia, como um dos líderes dos recém-chegados: os anglos orientais são provisoriamente identificados com os gautas do poema inglês antigo Beovulfo. Ele usou as evidências das descobertas em Sutton Hoo para concluir que os vufingas eram originários da Suécia, observando que a espada, o capacete e o escudo encontrados no cemitério do navio em Sutton Hoo podem ter sido relíquias de família, trazidas da Suécia no início do século VI. Como agora se pensa que esses artefatos foram feitos na Inglaterra, há menos concordância de que os vufingas estiveram diretamente ligada à Suécia.
A extensão do reino pode ser determinada a partir de uma variedade de fontes. Estava isolado a norte e a leste pelo Mar do Norte, com florestas impenetráveis ao sul e os pântanos e ilhas dispersas dos Fens em sua fronteira oeste. A principal rota terrestre da Ânglia Oriental naquela época teria sido um corredor terrestre, seguindo a pré-histórica via de Icknield. Os vizinhos do sul dos anglos orientais  eram os saxões orientais e do outro lado dos Fens estavam os anglos médios. Foi sugerido que o Dique do Diabo (próximo da moderna Newmarket) fazia parte da fronteira oeste do reino, mas sua construção, que data entre os séculos IV e X, pode não ser de origem anglo-saxônica.

## Genealogia
Wehha é uma figura semi-histórica e nenhuma evidência sobreviveu para mostrar que realmente existiu ou já foi rei dos anglos orientais. O nome Wehha está incluído nos registros da dinastia reinante dos vulfingas: aparece como Ƿehh Ƿilhelming - Wehha Wilhelming - na listagem anglo oriental do Textus Roffensis, uma coleção importante de leis anglo-saxônicas e registros da Catedral de Rochester. A chamada coleção angla sobreviveu dentro de dois livros encadernados no século XIII. De acordo com esta lista, era filho de Guilherme, que era filho de Herite (Hryþ), que era filho de Horodemundo (Hroðmund), filho de Trigil (Trygil), filho de Titemã (Tyttman), filho de Casere Odisson, filho do deus Odim (Wōden). O filho de Wehha, Vufa (Wuffa), que deu nome à dinastia, também está listado.
De acordo com a História dos Britânicos do século IX, Guilherme Guercha foi o primeiro de sua linha a governar os anglos orientais. A História dos Britanos lista os descendentes e ancestrais de Guilherme Guercha: "Odim gerou Casser, que gerou Titinão, que gerou Trigil, que gerou Rodemundo, que gerou Ripa, que gerou Guilherme Guercha, que foi o primeiro rei dos anglos orientais." De acordo com o historiador do século XIX Francis Palgrave, Guercha é uma distorção de Vufa. Segundo Palgrave, "Guercha é uma forma do nome Ufa, ou Vufa, decorrente, em primeiro lugar, da pronúncia do escritor britânico e, em seguida, do erro do transcritor". D. P. Kirby está entre os historiadores que concluíram a partir desta informação que o pai de Vufa foi o fundador da linha vufingas.
Apesar da longa lista de ancestrais dos vufingas - que remonta aos seus deuses pagãos - seu poder na região só pode ter sido estabelecido em meados do século VI, se Wehha for considerado o fundador dinástico. O historiador Martin Carver alertou contra o uso do escasso material que existe para fazer inferências detalhadas sobre os primeiros reis.
Os descendentes de Wehha
|          |          |          |          |          |          |        |  |  |  |  |  |     |     |     |     |     |     |
|          |          |          |          |          |          | Wehha  |  |  |  |  |  |     |     |     |     |     |     |
|          |          |          |          |          |          |        |  |  |  |  |  |     |     |     |     |     |     |
|          |          |          |          |          |          | Vufa   |  |  |  |  |  |     |     |     |     |     |     |
|          |          |          |          |          |          |        |  |  |  |  |  |     |     |     |     |     |     |
|          |          |          |          |          |          | Titila |  |  |  |  |  |     |     |     |     |     |     |
|          |          |          |          |          |          |        |  |  |  |  |  |     |     |     |     |     |     |
|          |          |          |          |          |          |        |  |  |  |  |  |     |     |     |     |     |     |
|          |          |          |          |          |          |        |  |  |  |  |  |     |     |     |     |     |     |
| Redualdo | Redualdo | Redualdo | Redualdo | Redualdo | Redualdo |        |  |  |  |  |  | Eni | Eni | Eni | Eni | Eni | Eni |
| Redualdo | Redualdo | Redualdo | Redualdo | Redualdo | Redualdo |        |  |  |  |  |  | Eni | Eni | Eni | Eni | Eni | Eni |

## Etimologia
O nome Wehha foi associado como uma versão hipocorística (abreviada) de Vilstano (Wihstān), o pai de Viglafo (Wiglaf) no poema anglo-saxão Beovulfo, reforçando a evidência de uma conexão entre a dinastia vufinga e uma dinastia real sueca, os inglingos. Também foi sugerido que Wehha é uma forma hipocorística regular de nomes do inglês antigo que começam com Wē (o) h-, por exemplo, no nome não atestado *Weohha. Wehha possivelmente ocorre em um balde de bronze escavado no cemitério de Chessell Down na ilha de Wight, que possui a inscrição rúnica Wecca.

## Reinado e sucessão
Nada se sabe de Wehha ou de seu governo, já que nenhum registro escrito - se é que algum dia existiu - sobreviveu desse período na história da Ânglia Oriental. Em data desconhecida, foi sucedido por Vufa, que governava o reino em 571, de acordo com o cronista medieval Rogério de Wendover. A data fornecida por Rogério não pode ser corroborada.